# 新庄町町歌
「新庄町町歌」（しんじょうちょうちょうか）は、日本の奈良県北葛城郡新庄町（現在の葛城市）がかつて制定していた町歌である。作詞・前川佐美雄、作曲・平井康三郎。
本記事では、町歌と同時に制定された町民音頭「新庄音頭」についても解説する。

## 解説
1975年（昭和50年）に町歌・町民音頭の2曲を同時に制定した。作詞・作曲のいずれも懸賞募集に拠らず、町歌は歌人で名誉町民の前川佐美雄、音頭は詩人で吉野郡下市町出身の前登志夫に依頼されたものである。歌詞中では新庄町と同じ「新庄」を冠する山形県新庄市（羽前新庄）や岡山県新庄村（美作新庄）との区別もあり「大和新庄」の呼称が用いられていることから「大和新庄町歌」とも呼ばれる。制定時に テイチクレコードがサウンド・フォーの歌唱によりA面に町歌、B面に「新庄音頭」を収録したシングル盤（規格品番：50-66）を製造した。
新庄町は2004年（平成16年）に同じ北葛城郡の當麻町と合併して葛城市となったことから「新庄町町歌」は「當麻町町歌」と共に廃止され、2006年（平成18年）に新しく葛城市歌「緑の風」が制定された。葛城市歌の作曲は旧「新庄音頭」と同じキダ・タローに依頼されている。

### 新庄音頭
町歌のレコードB面に収録された「新庄音頭」は全10番だが、シングル盤は収録時間の都合により5～8番が省略されている。1992年（平成4年）に発売されたCD『浪花のモーツァルト キダ・タローのすべて』（SLCS-5002～5003）では、ディスク1のトラック41に「新庄音頭」が収録された。
葛城市の公式サイトでは「新庄町町歌」が紹介されていないのに対し「新庄音頭」はシングルで省略された部分を含めて歌詞全文を掲載している。